# Daelim E-Five
Daelim E-Five är en moped, som är tillverkad i Korea. Det är en klass 1-moped, det vill säga en EU-moped. Den är utrustad med blinkers, hel- och halvljus och tuta. Den har även en mycket praktisk förvaringsbox som kan användas som hjälmfack.  Motorn har cylindervolymen 49,5 cc.